# La Fièvre (nouvelles)
Pour les articles homonymes, voir La Fièvre.
La Fièvre est un recueil de nouvelles sur de petites folies passagères, écrit par J. M. G. Le Clézio. La matière des récits est puisée dans une expérience familière : la fièvre, la douleur (rage de dents), la fatigue, ou le sommeil.

## Structure et contenu
Les neuf textes du recueil sont de longueur variable, allant de dix à cinquante pages, et décrivent la perception de soi dans le monde, via l'expérience des sensations, dont la souffrance. Les récits sont autour de personnages - Roch, Beaumont, Paoli, Martin, Joseph - ou bien autour d'un narrateur anonyme, et exploitent particulièrement l'imagination fertile de l'auteur .